# Zap (Dakota del Nord)
Zap è un centro abitato (city) degli Stati Uniti d'America, situato nella Contea di Mercer, nello Stato del Dakota del Nord. Nel censimento del 2000 la popolazione era di 237 abitanti. L'esatta origine del nome resta incerta e vi sono diverse teorie; le più accreditate sono che venne chiamata in seguito alla famiglia Zapp, che fu una prominente famiglia di banchieri del Minnesota o a una città del carbone della Scozia. Zap viene notata per il suo bizzarro nome.

## Geografia fisica
Secondo i rilevamenti dell'United States Census Bureau, la località di Zap si estende su una superficie di 2,70 km², tutti occupati da terre.

## Popolazione
Secondo il censimento del 2000, a Zap vivevano 237 persone, ed erano presenti 68 gruppi familiari. La densità di popolazione era di 86 ab./km². Nel territorio comunale si trovavano 129 unità edificate. Per quanto riguarda la composizione etnica degli abitanti, il 95,24% era bianco, il 3,90% era nativo e lo 0,87% apparteneva a due o più razze.
Per quanto riguarda la suddivisione della popolazione in fasce d'età, il 21,6% era al di sotto dei 18, il 5,2% fra i 18 e i 24, il 25,5% fra i 25 e i 44, il 33,3% fra i 45 e i 64, mentre infine il 14,3% era al di sopra dei 65 anni di età. L'età media della popolazione era di 44 anni. Per ogni 100 donne residenti vivevano 100,9 maschi.